# Zentralarchiv deutscher Mathematiker-Nachlässe
Das Zentralarchiv deutscher Mathematiker-Nachlässe wurde 1992 im Rahmen einer Vereinbarung zwischen der Deutschen Mathematiker-Vereinigung und der Niedersächsischen Staats- und Universitätsbibliothek Göttingen eingerichtet.
Ziel ist es, einen Ort anzubieten, an dem die Nachlässe von Mathematikerinnen und Mathematikern kompetent aufbewahrt, organisiert und verfügbar gemacht werden.
Grundsätzlich bemüht sich das Zentralarchiv um die Bewahrung sämtlicher Nachlässe von Mathematikerinnen und Mathematikern und nimmt sie aus allen Orten an, wenn dem nicht andere – zum Beispiel lokale – Interessen entgegenstehen. Dieses Archiv konnte auf den in Göttingen schon bestehenden reichhaltigen Beständen, wie den Nachlässen von Carl Friedrich Gauß oder Bernhard Riemann, aufbauen und an das bereits von Felix Klein begonnene Archiv anknüpfen.
Das Zentralarchiv arbeitet eng mit der Kommission für Mathematiker-Nachlässe der Akademie der Wissenschaften zu Göttingen zusammen.

## Mathematikerinnen und Mathematiker, deren Nachlässe bzw. Teilnachlässe im Zentralarchiv aufbewahrt werden
- Emil Artin (1898–1962)
- Felix Bernstein (1878–1956)
- Ludwig Bieberbach (1886–1982)
- Carl Wilhelm Borchardt (1817–1880)
- Richard Brauer (1901–1977)
- Georg Cantor (1845–1918)
- Richard Dedekind (1831–1916)
- Vincenzo Flauti (1782–1863)
- Dieter Gaier (1928–2002)
- Carl Friedrich Gauß (1777–1855)
- Theo Gerardy (1908–1986)
- Margarethe Goeb (1892–1962)
- Herbert Grötzsch (1902–1993)
- Camillo Grötzsch (1874-)
- Helmut Grunsky (1904–1986)
- Wilhelm Grunwald (1909–1989)
- Ernst Hölder (1901–1990)
- Otto Hölder (1859–1937)
- Ernst Hamann (1898–1971)
- Helmut Hasse (1898–1979)
- Erich Hecke (1887–1947)
- Kurt Heegner (1893–1965)
- Heinrich Heesch (1906–1995)
- Elli Heesch (1904–1993)
- Gustav Herglotz (1881–1953)
- David Hilbert (1862–1943)
- Kurt Hohenemser (1906–2001)
- Adolf Hurwitz (1859–1919)
- Abraham Gotthelf Kästner (1719–1800)
- Robert König (1885–1979)
- Leo Koenigsberger (1837–1921)
- Gottfried Köthe (1905–1989)
- Ludwig Kiepert (1846–1934)
- Clark Kimberling (1942-)
- Felix Klein (1849–1925)
- Adolf Kneser (1862–1930)
- Hellmuth Kneser (1898–1973)
- Martin Kneser (1928–2004)
- Hans Maaß (1911–1992)
- Wilhelm Maier (1896–1990)
- Tobias Mayer (1723–1762)
- Hermann Minkowski (1864–1909)
- Conrad Müller (1878–1953)
- Ernst Richard Neumann (1875–1955)
- Carl Gottfried Neumann (1832–1925)
- William Fogg Osgood (1864–1943)
- Günter Pickert (1917–2015)
- Julius Plücker (1801–1868)
- Wilhelm Prinz (-1919)
- Constance Reid (1918–2010)
- Franz Rellich (1906–1955)
- Bernhard Riemann (1826–1866)
- Carl Runge (1856–1927)
- Ernst Schering (1833–1897)
- Karl Schering (1854–1925)
- Hermann Schmidt (1902–1993)
- Hermann Amandus Schwarz (1843–1921)
- Carl Ludwig Siegel (1896–1981)
- Carl Georg Christian von Staudt (1798–1867)
- Ernst Steinitz (1871–1928)
- György Targonski (1928–1998)
- Ernst Weinel (1906–1979)
- Helmut Wielandt (1910–2001)
- Annemarie Wielandt (1912-)
- Hans Julius Zassenhaus (1912–1991)